# Distrito electoral de Laws (condado de Frontier, Nebraska)
Laws precinct es una subdivisión territorial del condado de Frontier, Nebraska, Estados Unidos. Según el censo de 2020, tiene una población de 30 habitantes.

## Geografía
La subdivisión está ubicada en las coordenadas 40°33′54″N 100°37′02″O / 40.56500, -100.61722 (40.565031, -100.61721). Según la Oficina del Censo, tiene una superficie total de 92.76 km², de los cuales 92.73 km² corresponden a tierra firme y 0.03 km² están cubiertos de agua.

## Demografía
Según el censo de 2020, hay 30 personas residiendo en la zona. La densidad de población es de 0.32 hab./km². El 93.33% de los habitantes son y el 6.67% son de una mezcla de razas. No hay hispanos o latinos viviendo en la región.